# Собрал-ди-Монте-Аграсу
Собрал-ди-Монте-Аграсу (порт.  Sobral de Monte Agraço; [su'bɾaɫ dɨ 'mõt(ɨ) ɐ'gɾasu]) — посёлок городского типа в Португалии, центр одноимённого муниципалитета в составе округа Лиссабон. Численность населения — 6,4 тыс. жителей (посёлок), 8,3 тыс. жителей (муниципалитет). Посёлок входит в регион Центральный регион, в субрегион Оэште. По старому административному делению входил в провинцию Эштремадура.
Покровителем посёлка считается Дева Мария (порт. Maria).

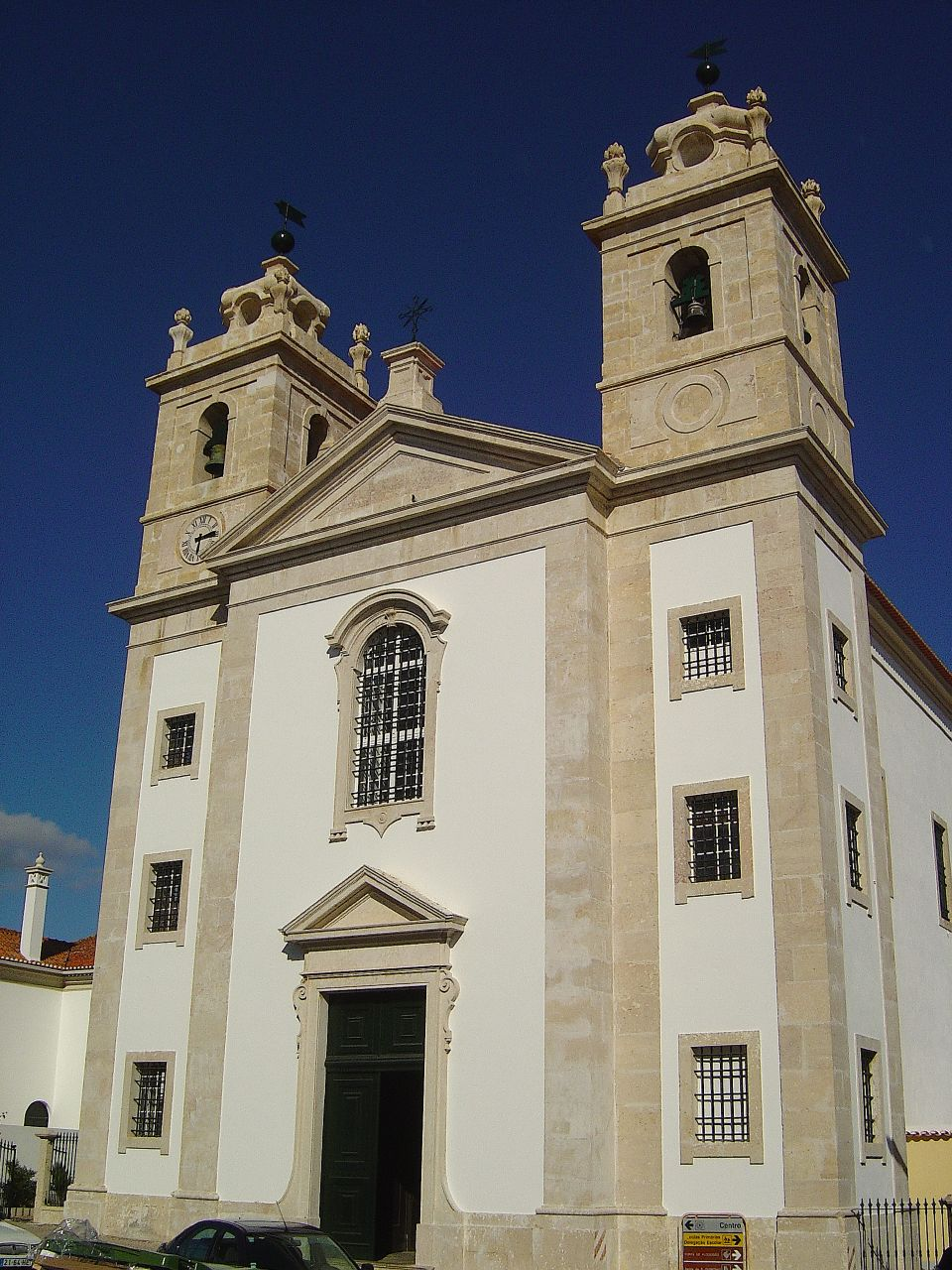
Церковь Матриз

## Расположение
Посёлок расположен в 34 км севернее города Лиссабон.
Муниципалитет граничит:
- на севере — муниципалитет Торреш-Ведраш и Аленкер
- на юго-востоке — муниципалитет Арруда-душ-Виньюш
- на юге — муниципалитет Мафра
- на западе — муниципалитет Мафра

## История
Посёлок основан в 1519 году.

## Демография
| Численность населения муниципалитета по годам | Численность населения муниципалитета по годам | Численность населения муниципалитета по годам | Численность населения муниципалитета по годам | Численность населения муниципалитета по годам | Численность населения муниципалитета по годам | Численность населения муниципалитета по годам | Численность населения муниципалитета по годам | Численность населения муниципалитета по годам |
| --------------------------------------------- | --------------------------------------------- | --------------------------------------------- | --------------------------------------------- | --------------------------------------------- | --------------------------------------------- | --------------------------------------------- | --------------------------------------------- | --------------------------------------------- |
| 1801                                          | 1849                                          | 1900                                          | 1930                                          | 1960                                          | 1981                                          | 1991                                          | 2001                                          | 2004                                          |
| 952                                           | 3921                                          | 5747                                          | 6845                                          | 7744                                          | 7863                                          | 7245                                          | 8927                                          | 9789                                          |

## Районы
В муниципалитет входят следующие районы:
1. Санту-Кинтину
2. Сапатария
3. Собрал-де-Монте-Аграсу